# Enubirr
Enubirr – miasto na Wyspach Marshalla; na atolu Kwajalein; 713 mieszkańców (2006). Przemysł spożywczy, ośrodek turystyczny.